# Polinezijski jezici
Polinezijski jezici, jedna od glavnihskupina istočnofidžijskih-polinezijskih jezika koji se govore u Polineziji i manjim dijelom u Mikroneziji. Obuhvaća (38), danas (37)jezika, to su:
a) Nuklearni (jezgrovni) polinezijski(36):
a1. Istočni (13):
a. Centralni istočnopolinezijski(12):
a1. Markeški (4): havajski, mangarevski (mangareva), markeški (marquesan, 2 jezika, sjeverni i južni),
a2. Rapa;
a3. Tahićanski (7): austral, maorski,  penrhyn (Tongarevski), rakahanga-manihiki, rarotonški, tahićanski, tuamotu;
b. Rapanui (1): rapa nui;
a2. Samoički (23):
a. stočnouvejski-Niuafo’ou (2): niuafo'ou, uvea jezik (walisianski);
b. Ellicejski (8): kapingamarangi,  nukumanu, nukuoro, nukuria, ontong java, sikaiana, takuu, tuvalu;
c. Futunski/Futunic (9): anuta, emae, futuna-aniwa, istočnofutunski,  rennell-belona, mele-fila, pileni, tikopia, zapadnouvejski (uvean, west);
d. Pukapuka (1): pukapuka;
e. Samoanski (1): samoanski;
f. tokelauski (1): tokelauski;
Niuatoputapu
b) Tongijski (2): niujski (niue), tonganski.

## Vanjske poveznice
- Ethnologue (14th)